# ブルーノ・バレット
ブルーノ・バレット（Bruno Barreto, 1955年3月16日 - ）は、ブラジル出身の映画監督である。

## 作品
- シティ・オブ・マッド
- Oi ビシクレッタ
- ハッピー・フライト
- 愛のボサノバ
- クアトロ・ディアス（ポルトガル語版）
- N.Y.殺人捜査線
- 密会（英語版）
- ハート・オブ・ジャスティス
- テロリストを撃て!
- 愛と性の人妻日記
- エメラルド・レジェンド/少年とイルカの愛の伝説
- ナイト・リベンジ/真夜中の熱い欲望
- ガブリエラ（英語版）
- キスミー・グッバイ
- 未亡人ドナ・フロールの理想的再婚生活